# Museu da Sörmland
O Museu da Sörmland ou Sudermânia (em sueco: Sörmlands museum) é o museu da cultura e história do condado de Södermanland, na Suécia. É responsável pela preservação e condução de pesquisas nas áreas de história cultural e arqueologia da região, incluindo a cidade medieval de Nyköping. Tem novos locais desde novembro de 2018, estando agora localizado no porto ocidental da cidade de Nyköping. Tem uma área de 13 000 metros quadrados e contem mais 70 000 objetos, incluindo mais de 1 milhão de fotografias. Dispõe igualmente de uma biblioteca, uma sala de consertos, salas de conferências e oficinas. Para além deste local, o museu tem exposições na torre real do castelo de Nyköping, no palácio de Nynäs e na cidade de Malmköping.